# Sapromyza hyalipennis
Sapromyza hyalipennis är en tvåvingeart som först beskrevs av Meijere 1914.  Sapromyza hyalipennis ingår i släktet Sapromyza och familjen lövflugor. Inga underarter finns listade i Catalogue of Life.